# Pseudodissochaeta assamica
Pseudodissochaeta assamica är en tvåhjärtbladig växtart som först beskrevs av Charles Baron Clarke, och fick sitt nu gällande namn av Madhavan Parameswarau Nayar. Pseudodissochaeta assamica ingår i släktet Pseudodissochaeta och familjen Melastomataceae. Inga underarter finns listade i Catalogue of Life.